# E-DA-Welt
E-DA-Welt (chin. 義大世界 YìDà Shìjiè; engl. E-DA World) ist ein großflächiger Einkaufs-, Hotel- und Freizeitkomplex im Bezirk Dashu der Stadt Kaohsiung in Taiwan. Eigentümer ist die Unternehmensgruppe E United.

## Entstehung und Lage
Nachdem die durch den Unternehmer Lin I-shou gegründete taiwanische Unternehmensgruppe E United bereits die I-Shou-Universität (1986) und das E-DA-Krankenhaus (2004) in Betrieb genommen hatte, nahm sie als nächstes Großprojekt die Errichtung des Einkaufs-, Hotel- und Freizeitkomplexes E-DA-Welt in Angriff. Der Name des Projekts lehnt sich an 義大 (Yìdà), den Kurznamen der I-Shou-Universität an, in deren unmittelbarer Nachbarschaft die Bauarbeiten im März 2006 begonnen wurden. Nach etwas mehr als vier Jahren wurde die E-DA Welt am 19. Juni 2010 in Betrieb genommen und am 18. Dezember desselben Jahres offiziell eröffnet.
Zwischen der E-DA-Welt und der Station Zuoying der taiwanischen Hochgeschwindigkeitsbahn verkehrt ein Shuttle-Bus. Die Fahrzeit beträgt etwa 20 Minuten. Die E-DA-Welt wird auch von zahlreichen ausländischen Touristen, darunter vor allem von Reisegruppen aus China und Japan besucht.

## Gebäude und Attraktionen

E-DA Freizeitpark

Auf dem insgesamt rund 90 Hektar großen E-DA-Welt-Gelände befinden sich ein mehrstöckiger Kaufhauskomplex, zwei Hotels, ein Kino, ein Theater und ein Freizeitpark.
Der E-Da-Kaufhauskomplex gehört mit einer Verkaufsfläche von 58.000 Quadratmetern zu den größten Einkaufszentren Asiens. Fast alle renommierten internationalen Marken werden hier angeboten. Zum Komplex gehören zudem Sportanlagen, Kinos und Gastronomie. In der Architektur des Einkaufszentrums wurde ein europäischer neoklassischer Stil nachgeahmt.
Die beiden Hotels sind das E-Da Skylark Hotel (358 Zimmer) und das E-Da Crowne Plaza Hotel (656 Zimmer). Beide sind mit vielfältiger Gastronomie und Räumen für verschiedene Veranstaltungen und Tagungen ausgestattet.
Das E-DA Royal Theater, dessen größte Attraktion eine um 360° drehbare Bühne ist, bietet über 1800 Zuschauern Platz. Tagsüber wird den Besuchern halbstündig ein Standard-Unterhaltungsprogramm geboten, abends finden wechselnde Großveranstaltungen statt.
Der E-DA Freizeitpark ist ein Vergnügungspark, der das Antike Griechenland als Thema aufgreift. Er teilt sich in die drei Bereiche „Akropolis“, „Ägäisches Dorf“ und „Burg von Troja“ auf und wurde am 19. Dezember 2010 eröffnet. Die am Eingang liegende „Aeropolis“ ist im antik-griechischen Stil erbaut. Darin befindet sich ein Opernhaus, das Platz für mehr als 1800 Besucher bietet. Der Bereich „Santorini“ ist im weiß-blauen Baustil des ägäischen Meeres gehalten und beinhaltet diverse Fahrgeschäfte und einige internationale Restaurants. Im nordöstlichen Teil des Parks steht das „Trojanische Schloss“. Dieser Bereich ist in Anlehnung an die Geschichte des Trojanischen Pferdes gebaut. Im Juli 2012 wurde der Park um eine neue 3D-Schiffsschaukel erweitert, welche 2014 auf 5D aufgerüstet wurde. Zu den ungefähr 50 Attraktionen des Parks gehört auch das höchste Riesenrad Taiwans.
An die E-DA-Welt grenzen die privaten Bildungseinrichtungen I-Shou-Universität und die Internationale I-Shou-Highschool, die ebenfalls zur E-United-Gruppe gehören.